# Opatija
Opatija (en italien : Abbazia) est une ville et une municipalité située en Istrie, au fond de la baie de Kvarner, dans le comitat de Primorje-Gorski Kotar, en Croatie. Elle était, au XIXe siècle, une station balnéaire très mondaine et internationale. Opatija jouit d'un climat méditerranéen doux, à l'abri des vents froids.

## Géographie

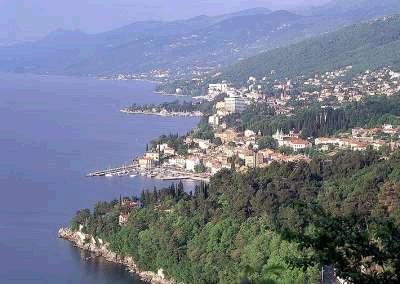
Vue sur la baie de Kvarner.

La ville se situe sur la côte Adriatique au pied des montagnes d'Učka, à 18 kilomètres au sud-ouest de Rijeka, le chef-lieu du comitat. Elle se trouve à 90 km de Trieste en Italie, à 200 km de Zagreb (la capitale croate) et à 250 km de Venise en Italie. D'un point de vue géographique, Opatija est situé dans la péninsule d'Istrie; néanmoins, la limite du comitat d'Istrie passe à l'ouest de la ville.
Au recensement de 2001, la municipalité comptait 12 719 habitants, dont 86,85 % de Croates et la ville seule comptait 7 850 habitants.

### Localités
Depuis 2006, la municipalité de Opatija compte les 10 localités suivantes :
| - Dobreć - Gornje Selo - Ičići - Ika - Opatija | - Oprič - Pobri - Poljane - Vela Učka - Veprinac |

## Histoire

### Antiquité
Opatija se situe sur un vaste territoire qui était habité par les Liburniens, un peuple antique descendants des Illyriens. Durant l'époque romaine, plusieurs villes sont fondées aux alentours comme Castrum Laureana, l'actuelle Lovran, à environ 5 kilomètres au sud.

### Moyen Âge
Au VIIIe siècle, la région a été habitée par des peuples croates. En 789, elle a été conquise par le roi Pépin d'Italie, un fils de Charlemagne, et ainsi incorporé dans le marquisat du Frioul. La frontière orientale avec la principauté croate de Dalmatie se dessinait entre Opatija et Rijeka. Avec le royaume d'Italie, la région passa sous l'autorité suprême du Saint-Empire romain, fondé par l'empereur Otton Ier en 962, rattachée à la marche d'Istrie.
Durant le Moyen Âge, le territoire actuel d'Opatija était divisé en deux administrations : la partie ouest, qui comportait sans doute un port de pêche, appartenait à la petite ville de Veprinac, pendant que la partie est appartenait à celle de Kastav. Au sein de cette dernière se développe une autre localité, Volosko, habitée par des pêcheurs et protégée par un mur d'enceinte contre les pirates. Le centre historique d'Opatija est construit autour d'un ancien monastère (abbazia) bénédictin consacré à saint Jacques; le nom allemand de Sankt Jakobi est cité pour la première fois en 1453.
Au XVe siècle la côte ouest de l'Istrie a été conquise par la république de Venise; tandis que les régions intérieures autour de Pazin (Mitterburg) et la partie orientale échurent au pays autrichiens (l'Autriche intérieure) de la maison de Habsbourg.

### XIXesiècle

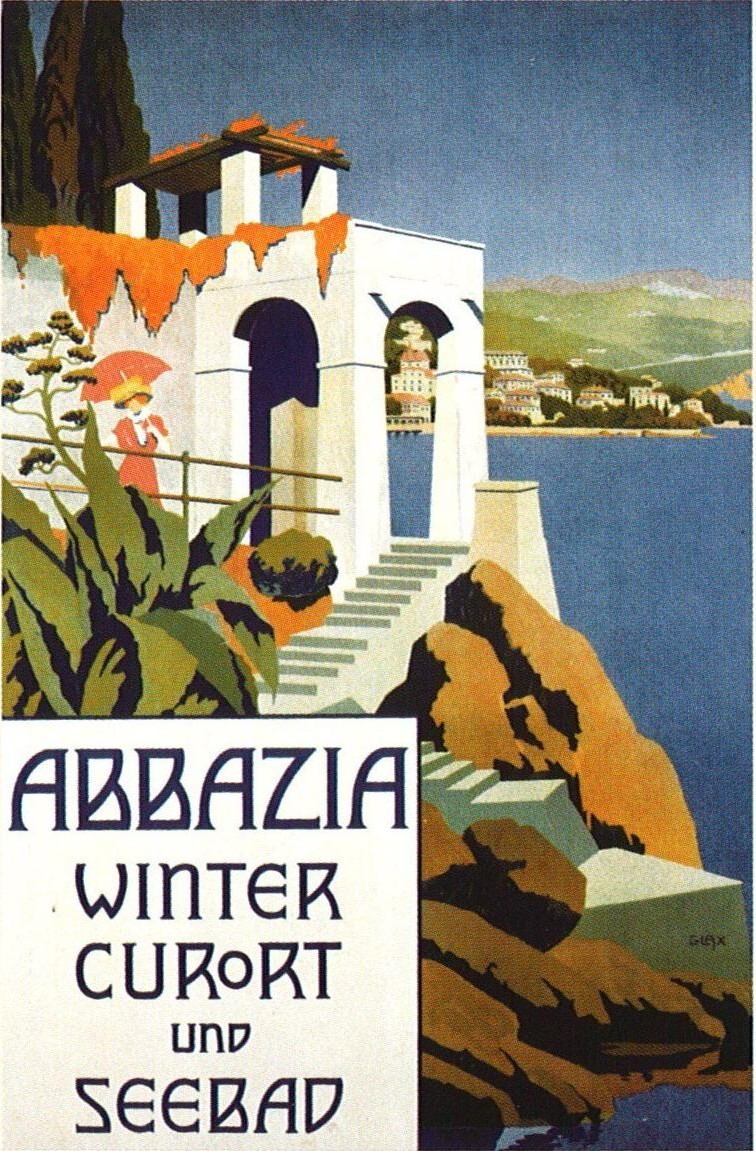
Affiche pour la station balnéaire d'Abbazia (1911).

Au temps de la monarchie danubienne, Opatija était une station très mondaine dans laquelle, depuis le milieu du XIXe siècle séjournèrent des rois, des empereurs, des aristocrates, des personnes très riches et des artistes célèbres. C'est la doyenne des stations balnéaires croates. Elle fut surnommée la « Nice autrichienne ». Le premier manoir de la ville, la Villa Angiolina, fut construit en 1844; plus tard, il passa à la Compagnie des chemins de fer du sud (Südbahn) et la Compagnie des wagons-lits. Parmi les hôtes, il y avait le prince héritier Rodolphe d'Autriche et son épouse, la princesse Stéphanie de Belgique.
Cependant la station de villégiature a été construite après que le docteur Juraj Šporer (en) suggéra en 1859, la création d'une société pour l'exploitation à Opatija des bienfaits des séjours à la mer pour la santé. Le projet initial prévoyait seulement 120 villas de maître. Les deux premiers hôtels de luxe en style de l'historicisme contournées par des parcs monumentaux — le Kvarner et l’Impérial — ouvrirent en 1885. Le 4 mars 1889, l'empereur François-Joseph Ier d'Autriche a déclaré Opatija une station thermale climatique. Y figurent, entre autres, l'impératrice Élisabeth, l'empereur allemand Guillaume II et son épouse Augusta-Victoria, ainsi que Carol Ier, roi de Roumanie, et son épouse Élisabeth de Wied, les rois Georges Ier de Grèce et Albert de Saxe, le grand-duc Guillaume IV de Luxembourg et Nicolas Ier de Monténégro.
La cure thermale, mais aussi la vie sociale de la ville était largement reconnues. La célèbre ballerine Isadora Duncan l'avait appréciée et y trouva l'inspiration en observant la grâce des feuilles des palmiers « trembler au vent du matin ».

### L'époque fasciste italienne
Après la première guerre mondiale, la région passa au royaume d'Italie. Avec l’avènement du fascisme en 1922, une politique d'assimilation culturelle force la population croate à s'italianiser. L'enseignement du croate est interdit dans toutes les écoles de la région au profit de l'italien, favorisant le recrutement d'une fonction publique italienne.

### Depuis 1947
En 1947, Opatija passe sous la souveraineté de la fédération de Yougoslavie par le Traité de Paris. En conséquence de cela, les Italiens, dont la présence avait considérablement augmenté, quittent le pays. En 1991, la ville entre dans la République de Croatie.
Aujourd'hui, Opatija reste un important centre touristique, en continuelle expansion, par la construction d'hôtels et de campings dans ses alentours.

## Attractions

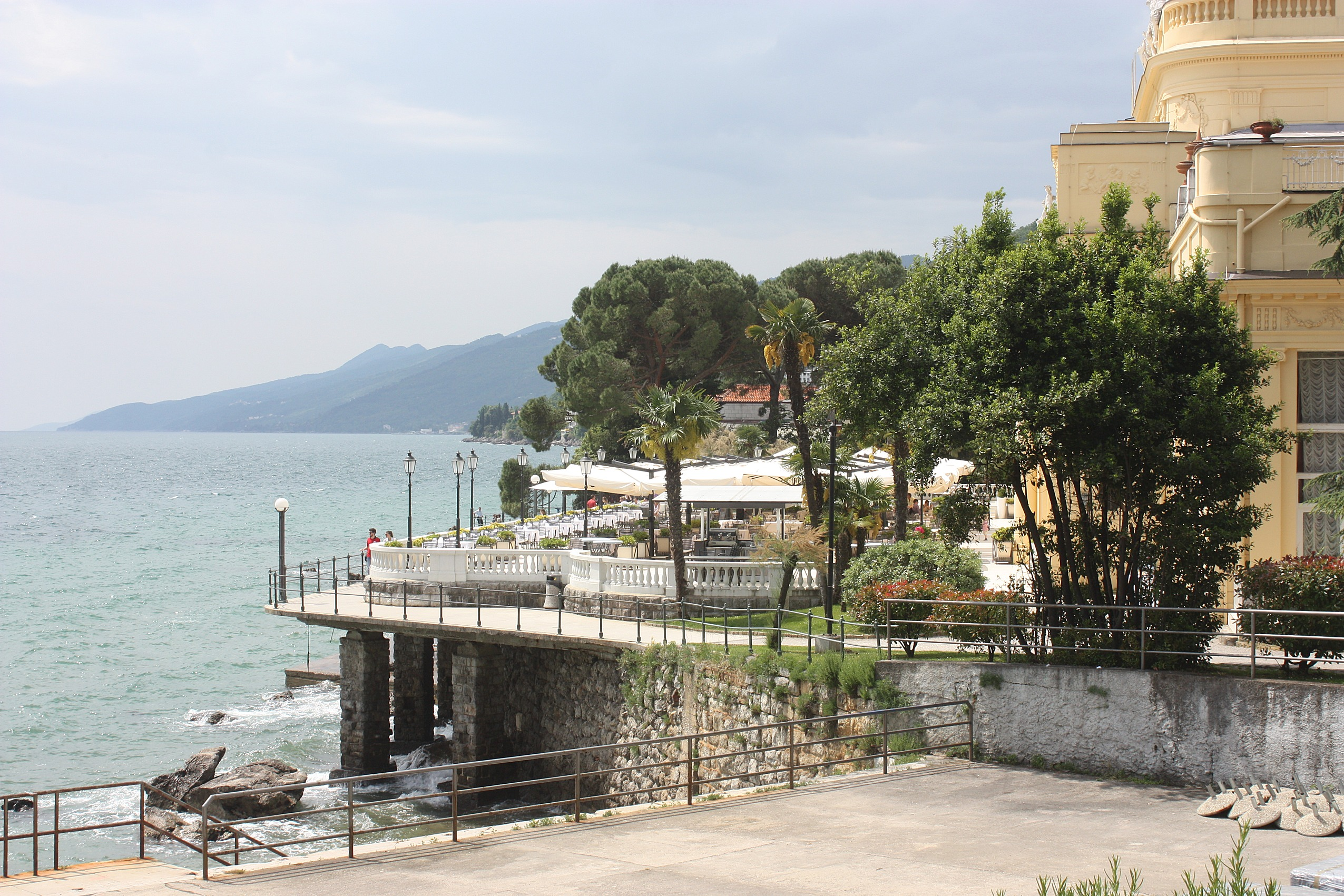
L'hôtel Kvarner sur le Lungomare.

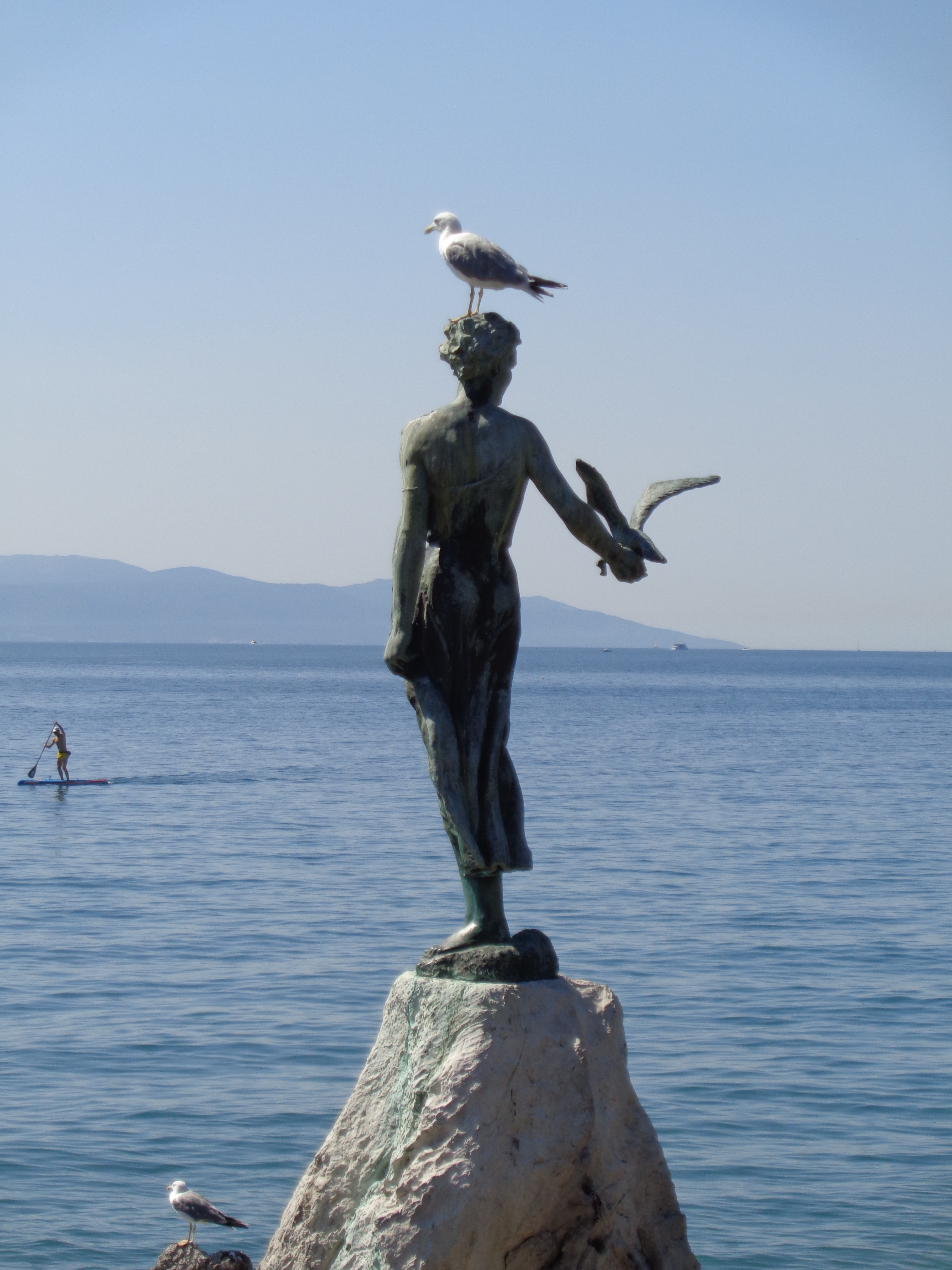
Jeune fille à la mouette

- L'église de l'Annonciation, d'architecture néo-romanesque, érigée en 1906 par l'évêque de Trieste.
- L'église Saint-Jakov (San Giacomo della Permuca), construite sur les bases de l'ancien monastère bénédictin, mentionné dès 1439.
- Le Lungomare (front de mer en italien) est une promenade de bord de la mer, aménagée dès 1900 et qui s'étend de Volosko à Lovran sur une distance d'approximativement 12 kilomètres.
- Le monument érigé en l'honneur de Friedrich Julius Schüler (1832-1894), directeur général de la Südbahn.
- Le monument à la Madone est une copie d'un monument érigée par la famille des comtes de Kesselstatt à la mémoire de leur fils mort tragiquement en 1891.
- La villa Angiolina, de style néo-renaissance
- Le parc horticole de Saint-Jakov, s'étend sur 3,64 hectares et abrite plus de 160 espèces exogènes de plantes en provenance de Chine, d’Australie, d’Amérique du Sud,
- Le pavillon d'art "Juraj Matija Sporer", est un espace d'expositions.
- Le port, qui vit l'arrivée de la marine de guerre italienne en décembre 1918 et la capitulation de l'Italie en septembre 1943.
- La statue de la "Demoiselle à la mouette" du sculpteur Zvonko Car (hr), placée en face de la mer depuis 1956, elle est devenue une des symboles de la ville.
- Le théâtre et cinéma de plein air

## Sports
De 1939 à 1977 existait le circuit d'Opatija, un circuit temporaire qui a accueilli le Grand Prix moto de Yougoslavie.

## Jumelages
- Castel San Pietro Terme (Italie)
- Carmagnole (Italie) (Italie)
- Balatonfüred (Hongrie)
- Ilirska Bistrica (Slovénie)
- Bad Ischl (Autriche)

## Personnalités liées à cette localité
- Le comte Gyula Andrássy (1823-1890), premier ministre du royaume de Hongrie, possédait une villa au Lungomare où il est décédé.
- Le chambellan François-Louis de Méran (Franz Graf von Meran) (1839-1891) y est décédé.
- Le chirurgien Theodor Billroth (1829-1894) y est décédé.
- L'écrivain Henryk Sienkiewicz (1846-1905) y a séjourné plusieurs fois élaborant avant-projets pour son roman historique Quo vadis ? (1896).
- Le violoniste Jan Kubelík (1880-1940), possédait une villa au Lungomare.
- La famille de l'écrivain russe Vladimir Nabokov (1899-1977) y a parfois séjourné dans les années 1900. Dans Autres rivages[4], son autobiographie, l'écrivain y a fait d'ailleurs remonter ses premiers souvenirs d'enfance.
- Le pharmacologue américain Leo Sternbach (1908-2005) y est né.
- Le photographe Frank Horvat (1928-2020) y est né et y a passé une partie de son enfance.
- L'océanographe Mira Zore-Armanda (1930-2012), y est morte.